# Michael Staniforth
Michael Staniforth (Birmingham, 15 dicembre 1952 – 31 luglio 1987) è stato un attore e cantante inglese.

## Biografia
Nel 1972 si è trasferito in Australia, dove ha recitato in una dozzina di musical prima di tornare in Gran Bretagna e debuttare sulle scene londinesi nel 1973 con il musical Two Gentlemen of Verona. Nel 1976 ha interpretato il ruolo di Paul nel musical Premio Pulitzer A Chorus Line e nel 1980 ha recitato nella prima produzione londinese del musical di Stephen Sondheim Sweeney Todd: The Demon Barber of Fleet Street, con Sheila Smith. Nel 1984 torna nel West End per l'ultima volta, nella produzione originale del grande successo di Andrew Lloyd Webber Starlight Express.
Michael Staniforth era omosessuale dichiarato ed è morto per complicazioni dovute all'AIDS nel 1987.